# Síntesi additiva de color

Mescla de color additiva

Un sistema de color additiu implica que s'emeti llum directament d'una font d'il·luminació d'algun tipus. El procés de reproducció additiva normalment utilitza llum de color vermell, verd i blau per a produir la resta de colors. Combinant un d'aquests colors primaris amb un altre de proporcions iguals produeix els colors additius secundaris: cian, magenta i groc. Combinant els tres colors primaris de llum amb les mateixes intensitats, es produeix el blanc. Variant la intensitat de cada llum de color finalment deixa veure l'espectre complet d'aquestes tres llums.
Les televisions i els monitors d'ordinador són les aplicacions pràctiques més comunes de la síntesi additiva.
James Clerk Maxwell té el mèrit de ser el pare de la síntesi additiva. Va fer que el fotògraf Thomas Sutton fotografiés un estampat escocès tres vegades, cada vegada amb un filtre de color diferent sobre la lent. Les tres imatges es van projectar en una pantalla amb tres projectors diferents, cada un equipat amb el mateix filtre de color utilitzat per a prendre les imatges. En unir els tres focus, es va formar una imatge a tot color, demostrant així els principis de la síntesi de color.

## Usos
Aquesta forma de síntesi dels colors s'utilitza en tots els medis que reprodueixen i/o capturen imatges que depenen de l'emissió directa de la llum. Entre els principals usos tenim:
- Procés de captura d'imatges d'una càmera de fotografia a color.
- Procés de captura d'imatges d'una càmera de vídeo.
- Pantalla de televisió amb els seus diversos sistemes.
- Monitor d'ordinador.
- Pantalles de la telefonia mòbil i altres aparells electrònics.
- Projector de diapositives.
- Projector cinematogràfic i de vídeo en general.

## Models i espais de color
D'acord amb els valors numèrics que fan els components cromàtics, s'utilitzen uns quatre models additius del color: CIE, RGB, HSL/HSV i vídeo compost. Aquests models funcionen alhora en sistemes d'interpretació del color, anomenats espais de color.

### Model CIE
Històricament, el primer model d'il·luminació de color per a la producció d'imatges va ser desenvolupar per la Comisión Internacional de la Iluminación al 1931. Presenta els següents espais de color:
- CIE XYZ o CIE 1931: és l'espai de color més antic, on X és una llum amb longituds d'ona del vermell al verd, Y es lluminositat i Z s'aproxima al blau.

- Hunter Lab o CIE 1948 o Hunter L, a, b: és un espai CIE XYZ millorat.
- CIE UCS o CIE 1960
- CIEUVW o CIE 1964
- CIELUV o CIE 1976 L*u*v*
- LAB o CIELAB o CIE 1976 L*a*b*: espai tridimensional on L* és lluminositat de negre a blanc, a* va de vermell a verd i b* és la gradient del blau. S'utilitza a l'Adobe Photoshop, perfils ICC, arxius TIFF i documents PDF.
- CIELCH o CIE L*c*h*: versió cilíndrica de CIELUV

### Model de colors primaris (RGB)
El model RGB o RVA està basat en el control de la intensitat dels tres colors primaris de la llum: vermell, verd i blau; tot i que aquests colors poden tenir variacions d'acord amb l'espai de color.
Aquests espais poden ser:
- sRGB: creat conjuntament per HP i Microsoft. Va ser aprovat per W3C, Exif, Intel, Pantone, Corel, pel Software llibre i molts més. S'utilitza en formats gràfics com el PNG.
- Adobe RGB: desenvolupat per Adobe Systems i usat en computadores i càmeres digitals per a millorar la impressió CMYK, especialment en els tons verd-cian.

- RGB d'àmplia gamma: Adobe Systems va desenvolupar aquest espai al 1998 per augmentar la gamma de colors.
- ProPhoto RGB
- scRGB
- Rec. 709
- Rec. 2020

### Model de les propietats del color (HSV/HSL)
També anomenat Sistema de color de Munsell, descobert al 1915 per Munsell. Actualment són dos sistemes que depenen de les propietats del color i són una transformació del model RGB. S'aplica en pantalles i projectors alternativament amb RGB.
- HSV o HSB: basat en les propietats matís, saturació i valor.
- HSL, HSI o HSD: basat en les propietats matís, saturació i lluminositat.

### Model de luma i crominància (vídeo compost)
Està relacionat amb la història de la televisió a color, ja que al 1942 es va patentar la transmissió televisiva mitjançant dues bandes paral·leles independents: una que porta la luma i l'altra la crominància, per la qual cosa el resultat és considerat un vídeo compost. La luma porta la brillantor o luminància en forma d'imatges monocromàtiques (en blanc i negre), mentre que la crominància porta el colorit. Històricament es resolia un problema, perquè en aquella època abundaven les televisions en blanc i negre, i aquest sistema permetia que la luma emetés les imatges per aquestes televisions, i la crominància es rebia només en les televisions a color. Existeixen diversos espais de color:
- YIQ: utilitzat pels sistemes analògics de televisió NTSC, que són els més importants a Amèrica. A les seves sigles, Y representa la luma o lluminositat, mentre que la cromància o color es transmet pel component I (rang vermell-blau) i Q (verd-blau).

- YUV o Y'UV: utilitzat especialment pel sistema televisiu PAL, on la luma es transmet pel component Y i la crominància per U i V.
- YDbDr: s'utilitza en el sistema SECAM, es la primera senyal analògica per TV a color d'Europa.
- YPbPr: senyal analògica de vídeo transmesa per tres cables: el cable verd Y porta la luma, i els cables blau Pb i vermell Pr porten la crominància.
- YCbCr o Y'CBCR: per a vídeo i fotografia digital, constitueix la versió digital de YPbPr, i analògicament Y porta la luma, Cb i Cr el color. Els sistemes analògics es digitalitzen a YCbCr prèvia codificació en informació RGB.
- XvColor o xvYCC: va ser desenvolupat per Sony al 2006, augmentant la capacitat de color de 24 bits del sistema sRGB a 48 bits, la qual cosa permet una gamma de color més gran i tons encara més vius.